# Die Motorrad-Cops – Hart am Limit
Die Motorrad-Cops ist eine deutsche Fernsehserie, gedreht von 1999 bis 2000. Der Pilotfilm wurde am 30. März 2000 ausgestrahlt, danach wurde eine Staffel mit 22 Folgen gedreht. Die Episoden wurden allerdings auf drei Staffeln aufgeteilt. Weitere Folgen wurden nicht mehr produziert.

## Hintergrund
Der scharfsinnige Kopf der Truppe ist Tom Geiger (Matthias Paul), er fährt eine BMW Cruiser. Kai Sturm (Jens Peter Nünemann) ist der Draufgänger, dazu passt seine Ducati 900. Sunny Labonne (Yvonne de Bark) ist die einzige Frau im Trio, sie besitzt eine Cagiva Enduro. Die Drei bilden das „Risk Team“ der Landeskriminalpolizei.

## Handlung
In Köln gibt es einen Banküberfall mit Geiselnahme, der für die Täter tödlich endet. Ein Unbekannter hat geschossen und ist unerkannt entkommen. Als Zeichen hat er ein großes Y hinterlassen. Der Ermittler des Landeskriminalamt Tom Geiger gründet auf Anweisung seiner Chefin Ruth Westendrop (Suzanne Geyer) die Spezialeinheit Die Motorrad-Cops, auch als „Risk Team“ bekannt, um dem Täter schnell auf die Schliche zu kommen. Die Gruppe hat Wolfgang Abendroth (Gerhard Naujoks) als Assistenten und Ermittler und untersteht Westendrop. Später wird sie durch die Kriminaldirektorin Julia Steiniger (Rhoda Kaindl) ersetzt.

## Konzept
Für die Action-Regie war Hermann Joha, der die RTL-Erfolgsserie Alarm für Cobra 11 – Die Autobahnpolizei mitgeprägt hat, seine Firma Action Concept war außerdem für die Produktion zuständig. Gedreht wurde von März 1999 bis November 2000 in Köln und Umgebung sowie Nordrhein-Westfalen.
Die Musikuntermalung hat der Oscar-Preisträger Hans Zimmer übernommen.